# Кінгстон (Міннесота)
Кінгстон (англ. Kingston) — місто (англ. city) в США, в окрузі Мікер штату Міннесота. Населення — 184 особи (2020).

## Географія
Кінгстон розташований за координатами 45°11′41″ пн. ш. 94°18′37″ зх. д. / 45.19472° пн. ш. 94.31028° зх. д. (45.194698, -94.310377).  За даними Бюро перепису населення США в 2010 році місто мало площу 1,46 км², з яких 1,45 км² — суходіл та 0,00 км² — водойми.

## Демографія
Згідно з переписом 2010 року, у місті мешкала 161 особа в 61 домогосподарстві у складі 42 родин. Густота населення становила 111 особа/км².  Було 70 помешкань (48/км²).
Расовий склад населення:
| - 96,9 % — білих - 0,6 % — корінних американців - 0,6 % — азіатів |

До двох чи більше рас належало 1,9 %. Частка іспаномовних становила 1,9 % від усіх жителів.
За віковим діапазоном населення розподілялося таким чином: 29,2 % — особи молодші 18 років, 59,6 % — особи у віці 18—64 років, 11,2 % — особи у віці 65 років та старші. Медіана віку мешканця становила 30,4 року. На 100 осіб жіночої статі у місті припадало 123,6 чоловіків;  на 100 жінок у віці від 18 років та старших — 107,3 чоловіків також старших 18 років.
Середній дохід на одне домашнє господарство  становив 51 467 доларів США (медіана — 47 083), а середній дохід на одну сім'ю — 60 215 доларів (медіана — 52 500). За межею бідності перебувало 16,8 % осіб, у тому числі 10,3 % дітей у віці до 18 років та 25,0 % осіб у віці 65 років та старших.
Цивільне працевлаштоване населення становило 52 особи. Основні галузі зайнятості: освіта, охорона здоров'я та соціальна допомога — 23,1 %, будівництво — 21,2 %, транспорт — 15,4 %, виробництво — 11,5 %.